# Sveti Đurađ
Pour l’article homonyme, voir Sveti Đurađ (Donji Miholjac).
Sveti Đurađ est un village de la municipalité de Virovitica située dans le Comitat de Virovitica-Podravina en Croatie.